# Myotis lavali
Myotis lavali és una espècie de ratpenat del gènere Myotis. Viu a altituds de fins a 900 msnm al Brasil i el Paraguai. És un ratpenat de petites dimensions, amb la llargada de l'avantbraç de 31,5–37 mm, la llargada de les orelles d'11–14 mm i un pes de fins a 8 g. S'alimenta d'insectes. Com que fou descoberta fa poc, encara no se n'ha avaluat l'estat de conservació.